# Mandelbach (Blies)
Der Mandelbach ist ein gut 13 km langer Bachlauf im Saarpfalz-Kreis im Saarland. Er entspringt nordöstlich des Blieskasteler Stadtteils Aßweiler und durchfließt in südsüdwestlicher Richtung die Mandelbachtaler Ortsteile Erfweiler-Ehlingen, Wittersheim, Bebelsheim und Habkirchen. Er fließt fast parallel zur früheren Nancy-Bingener Straße, der heutigen Bundesstraße 423. 
Vom Oberlauf bis zur Mündung des Mandelbaches finden sich an seinen Ufern zahlreiche Kopfweiden. Aus den Ruten dieser Kopfweiden hat man in früheren Jahrhunderten die für die ländliche Landwirtschaft unentbehrlichen Körbe geflochten. Da ihre Blätter denen des Mandelbaums ähnelten, wurde der Baum im Volksmund auch Mandel genannt. So wurde der vorbeifließende Bach zum Mandelbach und dieser zum Namenspatron des ihn umgebenden Tals. Kurz vor der Mündung des Mandelbaches in die Blies lag einst der Ort Mandelbach (erstmals erwähnt 1239), der heute im Ortsteil Habkirchen aufgegangen ist.
Der Bach gibt auch der Gemeinde, die über das eigentliche Tal hinausreicht, seinen Namen. 
Die Region rund um den Mandelbach ist Kern der Kulturlandschaft des Bliesgaus.
Das Bestimmungswort des Namens leitet sich vom althochdeutsch mantala ‚Gabelföhre‘ ab.